# Лавровское сельское поселение (Владимирская область)
Лавровское сельское поселение — муниципальное образование в Судогодском муниципальном районе Владимирской области России.
Административный центр — деревня Лаврово.

## История
В 1983 году центр Судогодского сельсовета перенесен в деревню Лаврово с переименованием его в Лавровский сельсовет. В 1998 году Лавровский сельсовет преобразован в сельский округ.
Лавровское сельское поселение образовано 13 мая 2005 года в соответствии с Законом Владимирской области № 60-ОЗ. В его состав вошли территории бывших Лавровского и Чамеревского сельских округов.

## Население
| 2010  | 2011  | 2012  | 2013  | 2014  | 2015  | 2016  | 2017  | 2018  |
| ----- | ----- | ----- | ----- | ----- | ----- | ----- | ----- | ----- |
| 2062  | ↗2065 | ↗2103 | ↘2064 | ↘1992 | ↘1927 | ↘1918 | ↗1931 | ↘1920 |
| 2019  | 2020  | 2021  |       |       |       |       |       |       |
| ↗1923 | ↘1872 | ↗2394 |       |       |       |       |       |       |

## Состав сельского поселения
В состав поселения входит 42 населённых пункта:
| №  | Населённый пункт            | Тип населённого пункта          | Население |
| -- | --------------------------- | ------------------------------- | --------- |
| 1  | Аксёново                    | деревня                         | ↘10       |
| 2  | Аннино                      | деревня                         | ↗2        |
| 3  | Богданцево                  | деревня                         | ↗18       |
| 4  | Бокуша                      | деревня                         | ↗29       |
| 5  | Быково                      | деревня                         | ↗24       |
| 6  | Глебово                     | деревня                         | →0        |
| 7  | Даниловка                   | деревня                         | ↗31       |
| 8  | Демидово                    | деревня                         | →0        |
| 9  | Дорофеево                   | деревня                         | ↗47       |
| 10 | Загорье                     | деревня                         | ↗78       |
| 11 | Исаково                     | деревня                         | ↗22       |
| 12 | Карпово                     | деревня                         | ↗8        |
| 13 | Кисельница                  | деревня                         | ↗15       |
| 14 | Колесня                     | деревня                         | ↘17       |
| 15 | Кощухино                    | деревня                         | ↗1        |
| 16 | Лаврово                     | деревня, административный центр | ↗726      |
| 17 | Лобаново                    | деревня                         | ↘24       |
| 18 | Лухтоново                   | деревня                         | ↘154      |
| 19 | Малая Козловка              | деревня                         | ↘3        |
| 20 | Маслово                     | деревня                         | ↗7        |
| 21 | Михалёво                    | деревня                         | ↗27       |
| 22 | Мичурино                    | деревня                         | ↗40       |
| 23 | Мызино                      | деревня                         | ↘25       |
| 24 | Мызинского торфопредприятия | посёлок                         | →0        |
| 25 | Нагорное                    | деревня                         | ↗13       |
| 26 | Натальинка                  | деревня                         | ↘10       |
| 27 | Новое Полхово               | деревня                         | ↗96       |
| 28 | Новое Чубарово              | деревня                         | →0        |
| 29 | Поддол                      | деревня                         | ↗15       |
| 30 | Попелёнки                   | деревня                         | ↗17       |
| 31 | Слащёво                     | деревня                         | ↗29       |
| 32 | Смыково                     | деревня                         | ↗63       |
| 33 | Спас-Беседа                 | село                            | ↗16       |
| 34 | Спас-Купалище               | село                            | →34       |
| 35 | Старое Полхово              | деревня                         | ↗140      |
| 36 | Старое Чубарово             | деревня                         | ↗25       |
| 37 | Суховка                     | деревня                         | ↗33       |
| 38 | Тимерёво                    | деревня                         | ↘7        |
| 39 | Торжково                    | деревня                         | ↗12       |
| 40 | Трофимовка                  | деревня                         | ↗25       |
| 41 | Трухачёво                   | деревня                         | ↗20       |
| 42 | Чамерево                    | село                            | ↘531      |

## Транспорт
На территории поселения, в 500 м западнее деревни Суховка, с 2010 года действует частная посадочная площадка «Суховка»  (рус.), принимающая легкомоторные воздушные суда авиации общего назначения. С весны 2011 года площадка «Суховка» является местом временного базирования дельталётов ГУ МЧС по Владимирской области, выполняющих противопожарное авиапатрулирование лесных массивов.